# Сімав
Сімав (тур. Simav Çayı, Сусурлук, Susurluk Çayı, Çapraz Çayı, Коджасу, Коджадере, Kocadere) — річка на північному заході Малої Азії, в Туреччині. Довжина становить 321 км, площа басейну становить 22 400 км². Річка витікає з пересихаючого озера Сімав, вище якого носить назву Чаталджа. Найбільші притоки — Ріндак і Нілюфер.
У римські часи відома як Макест (лат. Macestus, Mecestus, грец. Μάκεστος, Μέκεστος). Над річкою в римську епоху був зведений потужний Макестський міст, який нині перебуває у зруйнованому стані. У XIX столітті місцеві анатолійські болгари дали річці назву Михалич/Микалик . У середні століття Сімав був притокою Ріндака, але після кількох сильних землетрусів саме Сімав став вважатися головним руслом. Впадає в Мармурове море навпроти о. Імрали. На річці зведена гребля Чайгерен.